# Вышна-Воля
Вышна-Воля (словац. Vyšná Voľa) — село и одноимённая община в районе Бардеёв Прешовского края Словакии. В письменных источниках начинает упоминаться с 1310 года.

## География
Село расположено в центральной части края, к югу от реки Топли, к востоку от автодороги 545. Абсолютная высота — 334 метра над уровнем моря. Площадь муниципалитета составляет 8,84 км².

## Население
| Год:                | 1994 | 2004    | 2014    | 2024    |
| ------------------- | ---- | ------- | ------- | ------- |
| Количество человек: | 386  | 397     | 398     | 402     |
| Разница:            |      | +2,84 % | +0,25 % | +1,00 % |

По данным последней официальной переписи 2011 года, численность населения Вышна-Воли составляла 190 человек.